# Piazza Adua

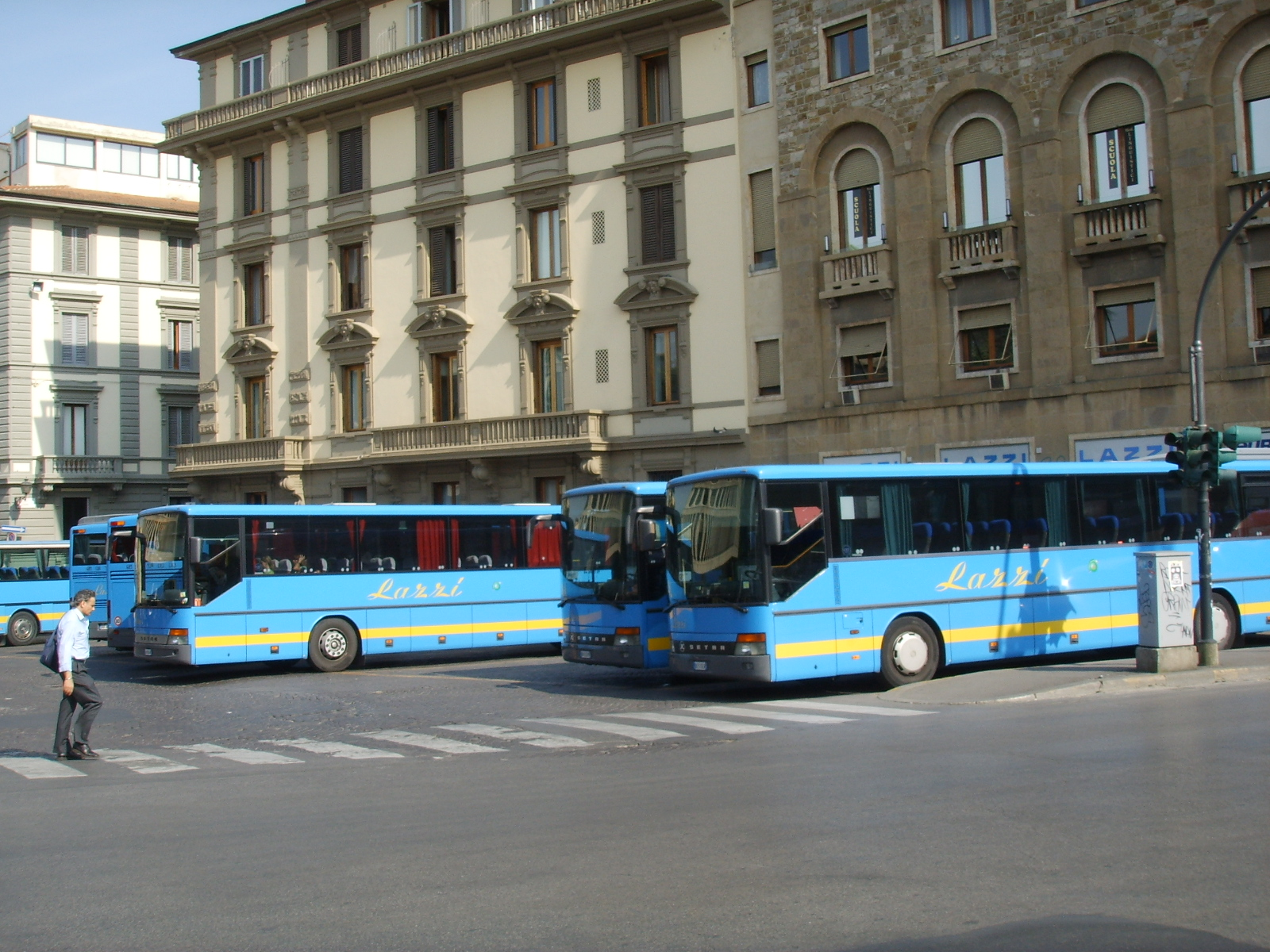
Terminal autobus, piazza Adua

Piazza Adua si trova a Firenze, nel centro storico della città, posta davanti a piazza della Stazione e alla grande stazione di Firenze Santa Maria Novella. È stato uno dei punti di arrivo e partenza degli autopullman per la provincia di Firenze, la Toscana (con la F.lli Lazzi S.p.A.), il servizio interregionale e internazionale (con la Eurolines).

## Storia
L'asse che va da piazza dell'Unità Italiana alla Fortezza da Basso venne rifatto quasi completamente dagli anni Trenta del Novecento al primo dopoguerra, a partire dalla stazione di Santa Maria Novella (del Gruppo Toscano 1931-1934), per poi passare al blocco di edifici su piazza della Stazione (anni '30), il palazzo della Ina-Assitalia (Sirio Pastorini 1954-1957), i palazzi degli Affari e dei Congressi (Pierluigi Spadolini, 1964-1974), la palazzina Reale (Giovanni Michelucci, 1932-1934) e l'ampliamento del palazzo di Valfonda (fine anni '30). 

## Edifici
Su questa piazza si affaccia il Palazzo degli Affari e un ingresso al  palazzo dei Congressi facenti parte del complesso di Firenze Fiera, oltre che ad un terminal per il trasporto su autobus. Di fronte ad essa, dalla parte opposta alla piazza, si affaccia la palazzina reale di Santa Maria Novella, destinata alla sosta e alla residenza temporanea del re d'Italia e della corte fino agli anni '40.